# Megaoonops
Megaoonops is een monotypisch geslacht van spinnen uit de  familie van de Oonopidae (dwergcelspinnen).

## Soort
- Megaoonops avrona Saaristo, 2007